# توماس کاربونل
 توماس کاربونل (انگلیسی: Tomás Carbonell؛ زاده ۷ اوت ۱۹۶۸) یک تنیس‌باز اهل اسپانیا است.